# Fédération des chambres de commerce du Québec
 (juillet 2011).
Si vous disposez d'ouvrages ou d'articles de référence ou si vous connaissez des sites web de qualité traitant du thème abordé ici, merci de compléter l'article en donnant les références utiles à sa vérifiabilité et en les liant à la section « Notes et références ».
La Fédération des chambres de commerce du Québec (FCCQ) est une organisation québécoise fondée en 1909 représentant près de 140 chambres de commerce et quelque 1100 membres corporatifs, soit, en tout, près de 50 000 entreprises et 150 000 gens d'affaires. La FCCQ est membre de la American Chamber of Commerce Executives et fait partie de la Chambre de commerce du Canada.

## Historique
La Fédération des chambres de commerce de la province de Québec (FCCQ) a été créée le 15 avril 1909 par Isaïe Préfontaine afin de « promouvoir l’efficacité des diverses chambres de commerce de la province » et « assurer l’unité et l’harmonie quant aux mesures à prendre concernant l’intérêt commun ».
Dans les années 1950, la FCCQ fut à l’origine de la création de la Commission Tremblay sur les relations fédérales-provinciales[réf. nécessaire]. Dans les années 1960, elle a contribué à la mise sur pied de la Commission Parent qui est à l’origine de la création du ministère québécois de l’éducation actuel[réf. nécessaire].
Durant cette même période, la FCCQ a prôné la libéralisation des échanges économiques avec les États-Unis dans le but d’accroître les perspectives d’exportation des entreprises québécoises[réf. nécessaire]. Ainsi, à la fin des années 1980, elle a appuyé vigoureusement l’accord de libre-échange avec les États-Unis[réf. nécessaire] et, au début des années 1990, a soutenu la création de l’ALENA[réf. nécessaire]. Plus récemment, la FCCQ a initié la création des corridors Québec – New York en 2001, Québec – Vermont en 2006 et Québec – Ontario en 2007[réf. souhaitée].

Logo Corridors de commerce